# When I Get Home
«When I Get Home» (с англ. — «Когда я приду домой») — песня английской рок-группы The Beatles, написанная Джоном Ленноном. Впервые песня вышла на альбоме A Hard Day’s Night. Официально авторами песни являются Леннон/Маккартни. Композиция была записана The Beatles 2 июня 1964 года для альбома A Hard Day’s Night. Впервые песня вышла на американской пластинке Something New 20 июля 1964 года. Песня начинается с запоминающихся вокалов, как будто взятых из середины композиции, и затем в той же жизнерадостной манере продолжается примерно две минуты, заставляя сомневаться в серьёзности смысла, вложенного в текст.

## О песне
Песня сочинена под влиянием творчества группы The Shirelles. В основе композиции лежит рок-н-ролл. Однако, необычная последовательность аккордов, переходящих от мажора к минору и наоборот, позволяет говорить о разновидности жанра, выходящим за рамки обычного рок-н-ролла. Леннону нравился такой композиционный ход и он использовал этот приём во многих песнях того времени. Вокальный переход к фальцету также является типичным для песен The Beatles того периода.
Песня была записана 2 июня во время финальной записи к альбому. Всего было сделано 11 дублей композиции. В тот же день была записана другая композиция Леннона «Any Time at All», работа над которой началась немногим раньше в тот день. Во время той же сессии была записана песня Маккартни «Things We Said Today».

## Интересные факты
- Во время записи композиции присутствовал Кен Скотт, будущий звукоинженер и музыкальный продюсер. Это был его дебют в качестве звукооператора[2].
- Моно версия композиции была сделана 4 июня. Впоследствии её заменили, когда 22 июня были смикшированы новые версии, как моно, так и стерео[2].

## Состав
- Джон Леннон — ведущий вокал, акустическая гитара
- Пол Маккартни — бэк-вокал, акустическая гитара, бас-гитара
- Джордж Харрисон — бэк-вокал, акустическая гитара
- Ринго Старр — барабаны